# The Conquest of Bread
The Conquest of Bread là một cuốn sách do người cộng sản vô trị Nga Peter Kropotkin viết, xuất bản vào năm 1892. Nguyên bản viết bằng tiếng Pháp, cuốn sách này xuất hiện lần đầu tiên dưới dạng một loạt bài trên tạp chí vô trị Le Révolté. Sau đó, nó xuất bản chính thức lần đầu ở Paris với lời tựa của Élisée Reclus, người đã đề xuất nhan đề. Từ 1892 đến 1894, nó được đăng nhiều kỳ trên tạp chí Freedom ở Luân Đôn, do Kropotkin là đồng sáng lập.
Trong tác phẩm, Kropotkin chỉ ra những thứ ông coi là khiếm khuyết trong các hệ thống kinh tế phong kiến và tư bản. Thêm nữa, ông chỉ ra lý do tại sao chúng thịnh vượng dựa trên sự khan hiếm và nghèo nàn của đám đông và tại sao những hệ thống này muốn duy trì tình trạng như trên. Thay vào đó, ông đề xuất một hệ thống kinh tế phi tập trung hơn, dựa trên sự tương trợ lẫn nhau và hợp tác tự nguyện. Kropotkin khẳng định rằng xu hướng tổ chức này đã tồn tại trước đây, trong cả quá trình tiến hóa và xã hội loài người.
The Conquest of Bread đã trở thành một văn bản cổ điển của văn học vô trị. Nó có ảnh hưởng lớn đến cả Nội chiến Tây Ban Nha và phong trào Occupy.

## Bối cảnh
Năm 1886, với sự giúp đỡ của một số người trí thức cánh tả lỗi lạc, các nhà tài trợ và những người đồng tình, Kropotkin được thả ra khỏi nhà tù của Pháp. Cùng năm ấy, Kropotkin chuyển đến Luân Đôn sinh sống vì ở châu Âu thời ấy chủ nghĩa vô trị bị xem là một thứ đáng sợ, kinh tởm sau cuộc ám sát của Alexander II. Sau khi Mikhail Bakunin qua đời vào năm 1876, phong trào vô trị mong muốn có một nhà lý thuyết nổi tiếng và được kính trọng để giải thích những ý tưởng của họ. Sau khi Đệ Nhất Quốc tế chia rẽ giữa những người theo chủ nghĩa Marx và những người theo chủ nghĩa vô trị, Kropotkin muốn chính thức giải thích chủ nghĩa cộng sản vô trị theo cách có thể phân biệt rõ ràng những người vô trị và những người theo chủ nghĩa Marx; nhưng thêm nữa, giúp sửa chữa những gì ông coi là sai sót trong hệ tư tưởng của Bakunin về chủ nghĩa vô trị tập thể. Với mục tiêu này, Kropotkin đã dành rất nhiều thời gian ở Luân Đôn để viết sách và tập sách nhỏ, giữa các chuyến đi diễn thuyết quốc tế của ông đến Hoa Kỳ và Canada. Chính trong khoảng thời gian này, Kropotkin đã viết The Conquest of Bread, nỗ lực nổi tiếng nhất của ông nhằm giải thích những phần cốt yếu của chủ nghĩa cộng sản vô trị một cách có hệ thống.
Kropotkin viết nguyên bản bằng tiếng Pháp và đăng trên tạp chí Le Révolté của Pháp, nơi ông làm chủ bút chính. Sau khi xuất bản ở Pháp, Kropotkin xuất bản thêm một phiên bản tiếng Anh đăng nhiều kỳ bằng trên tạp chí vô trị Luân Đôn Freedom. Cuốn sách sau đó đã được sưu tầm và xuất bản thành một cuốn sách riêng ở Pháp vào năm 1892 và ở Anh vào năm 1907.
Việc xuất bản văn bản này là một bước ngoặt trong lịch sử chủ nghĩa vô trị vì đây là lần đầu tiên một công trình lý luận hoàn chỉnh và chuyên sâu về lý thuyết cộng sản vô trị được ra mắt công chúng. Nó chuyển trọng tâm của chủ nghĩa vô trị từ các khuynh hướng chủ nghĩa cá nhân, chủ nghĩa tương hỗ và chủ nghĩa tập thể sang các khuynh hướng xã hội và cộng sản. Thay đổi này là một trong những thay đổi lâu dài nhất trong lịch sử của chủ nghĩa vô trị, với Kropotkin và The Conquest of Bread có vai trò là những điểm tham chiếu chắc chắn cho quá trình phát triển của chủ nghĩa vô trị trong suốt thế kỷ 20.

## Nội dung

### Chương 1–3: Quyền Được Hạnh Phúc
Trong ba chương đầu, Kropotkin lập luận ủng hộ quyền sở hữu chung đối với tất cả các tài sản trí tuệ và tài sản hữu ích do công sức tập thể tạo ra. Ông không đơn giản cho rằng sản phẩm lao động của công nhân phải thuộc về công nhân. Thay vào đó, Kropotkin khẳng định rằng mỗi sản phẩm riêng lẻ về cơ bản là công việc của tất cả mọi người vì mọi cá nhân đều dựa vào lao động trí óc và thể chất của những người đi trước họ cũng như những người đã xây dựng thế giới xung quanh họ. Chính vì vậy, Kropotkin tuyên bố rằng mọi con người đều xứng đáng có được quyền sống thiết yếu vì mọi người đều đóng góp vào sản phẩm xã hội tập thể:
Không, chúng tôi từ bỏ những công thức mơ hồ như "Quyền được lao động", hay "Mỗi người hưởng thành quả lao động của mình." Những gì chúng tôi tuyên bố là đây: Quyền được Hạnh phúc; Hạnh phúc cho tất cả!

Sau ấy, Kropotkin nói tiếp rằng trở ngại chính ngăn cản loài người đoạt lấy quyền này là sự bảo vệ tài sản tư nhân của nhà nước bằng vũ lực. Ông so sánh mối quan hệ này với chế độ phong kiến. Ngay cả khi hình thức đã thay đổi, quan hệ bản chất giữa người có tài sản và người không có tài sản vẫn giống như quan hệ giữa lãnh chúa phong kiến và nông nô của họ. Vì thế, Kropotkin kêu gọi tiêu hủy nhà nước và tịch thu (trưng công) tất cả tài sản để cho cộng đồng. Để rồi cuối cùng loài người sẽ đoạt được quyền được hạnh phúc cho tất cả.

### Chương 4–12: Xã Hội Cộng Sản Vô Trị
Xuyên suốt đoạn giữa sách, Kropotkin phác họa một bức vẽ về xã hội cộng sản vô trị tương lai và các hình thức khả thi của nó (ít nhất là theo ý kiến riêng của ông). Ông chỉ ra mức sản xuất khổng lồ mà xã hội công nghiệp hiện đại có thể đạt được, ví dụ như là sản xuất lương thực, quần áo và nhà ở. Và ông sử dụng luận điểm này để làm bằng chứng về tính khả thi của một xã hội cộng sản vô trị. Kropotkin lập luận rằng những thứ cần thiết sản xuất thì dư thừa, đủ cho tất cả mọi người; chỉ cần phân phối đúng cách thì sẽ không ai có bất kỳ nhu cầu nào chưa được đáp ứng. Kropotkin lập luận thêm rằng với mức sản lượng sản xuất cao như vậy, mọi người không cần phải làm việc nhiều hơn năm giờ mỗi ngày, và thêm nữa, họ nên giảm giờ lao động càng nhiều càng tốt, để cho họ thời gian rảnh rỗi để nghiên cứu các sáng kiến sẽ làm giảm nhân công.
Ở gần cuối phần này, Kropotkin thảo luận về các mặt hàng xa xỉ. Ông thừa nhận rằng chúng cần thiết cho một cuộc sống tốt đẹp và khẳng định rằng các mặt hàng xa xỉ sẽ vẫn được sản xuất, ngay cả khi mục đích chính của hệ thống sản xuất là để thỏa mãn các nhu cầu thông thường. Kropotkin cho rằng các mặt hàng xa xỉ sẽ được sản xuất trên cơ sở tập thể bởi những người quan tâm nhất đến các mặt hàng này. Ông lấy ví dụ về một nhóm nghệ sĩ piano dành thời gian để chế tạo những cây đàn piano sang trọng với sự giúp đỡ của một nhóm thợ mộc tập thể hướng thú với nghề mộc. Kropotkin lập luận rằng hệ thống sản xuất tập thể này hoàn toàn có khả năng sản xuất ra những mặt hàng xa xỉ cần thiết, bên cạnh việc sản xuất những nhu cầu thiết yếu như lương thực hay nhà ở. Như thế, mọi người sẽ có thể tận hưởng một cuộc sống trọn vẹn.

### Chương 12–16: Phản Đối và Kết luận
Trong các chương cuối cùng, Kropotkin đưa ra những phản đối theo ông thấy là đáng kể đối với lý thuyết của ông, cũng như những lời phản biện của ông đối với chúng. Ông cho rằng nhiều nhà phê bình sẽ cho rằng mọi người là lười biếng và họ sẽ không sẵn sàng làm việc, ngay cả khi chỉ cần năm giờ cho những nhu cầu cần thiết. Kropotkin phản biện lại bằng cách chỉ ra rằng mọi người sẽ hoàn toàn sẵn sàng làm những việc họ yêu thích. Và thêm nữa, nếu mọi người có thời gian rảnh cần thiết để tự làm việc cộng với sự đảm bảo về mặt nhu cầu vật chất, mọi người sẽ sẵn lòng làm việc trên các khu vườn tập thể hoặc trong các xưởng may tập thể.
Gần cuối tác phẩm, Kropotkin khuyên rằng nên chống lại sự tập trung hóa công nghiệp dưới nhà nước và cảnh báo mọi người chống lại những khuynh hướng độc tài của chủ nghĩa xã hội. Ông tuyên bố rằng bất kỳ cuộc cách mạng nào cũng phải trước tiên đảm bảo bánh mì và tự do cho công nhân và người cách mạng. Ông kết thúc bằng một chương dài về nông nghiệp. Ông kinh ngạc về các cách mà con người đã nghiên cứu để tăng gia sản xuất nông nghiệp, suy ngẫm về những cách mà nó có thể được sử dụng để nuôi sống mọi người và đảm bảo cuộc sống khỏe mạnh và hạnh phúc cho tất cả mọi người.

## Di sản
The Conquest of Bread có tác động vượt xa cuộc đời của Kropotkin, đóng một vai trò nổi bật trong lực lượng dân quân vô trị trong Nội chiến Tây Ban Nha cũng như truyền cảm hứng cho lịch sử, lý thuyết và thực tiễn của chủ nghĩa vô trị trong suốt thế kỷ 20. Sau sự thất bại của chủ nghĩa Mác-Lênin ở Liên Xô, một số nhà tư tưởng coi cuốn sách là tiên tri, vì Kropotkin đã dự đoán trước nhiều cạm bẫy và các vi phạm nhân quyền đi kèm với sự tập trung ngành công nghiệp.
Sau cuộc khủng hoảng tài chính 2007-2008 và phong trào Occupy đoạt sau đó, tác phẩm của Kropotkin ngày càng nổi tiếng. David Graeber, một trong những nhà lãnh đạo trí thức của phong trào Occupy, đã trực tiếp coi Kropotkin là nguồn cảm hứng cho thế giới mà những người biểu tình của phong trào đang cố gắng tạo ra. Năm 2015, David Priestland, một nhà báo của The Guardian, kêu gọi một cái nhìn mới về Kropotkin và The Conquest of Bread ở phương Tây, trong bối cảnh Liên Xô sụp đổ vào năm 1991 và cuộc khủng hoảng tài chính toàn cầu 2007-2008.
Kể từ năm 2018, một nhóm Youtuber thiên tả rời rạc bắt đầu tự gọi mình là Breadtube, lấy cảm hứng từ tên cuốn sách (The Conquest of Bread)

### Tiếng Anh
- The Conquest of Bread, trong định dạng PDF, Epub và Audio
- The Conquest of Bread tại RevoltLib
- The Conquest of Bread – chữ thường và định dạng HTML tại Project Gutenberg
- The Conquest of Bread - sách nói thuộc phạm vi công cộng tại LibriVox
- The Conquest of Bread tại Anarchist Library